# Wereldkampioenschap X-trial 2017

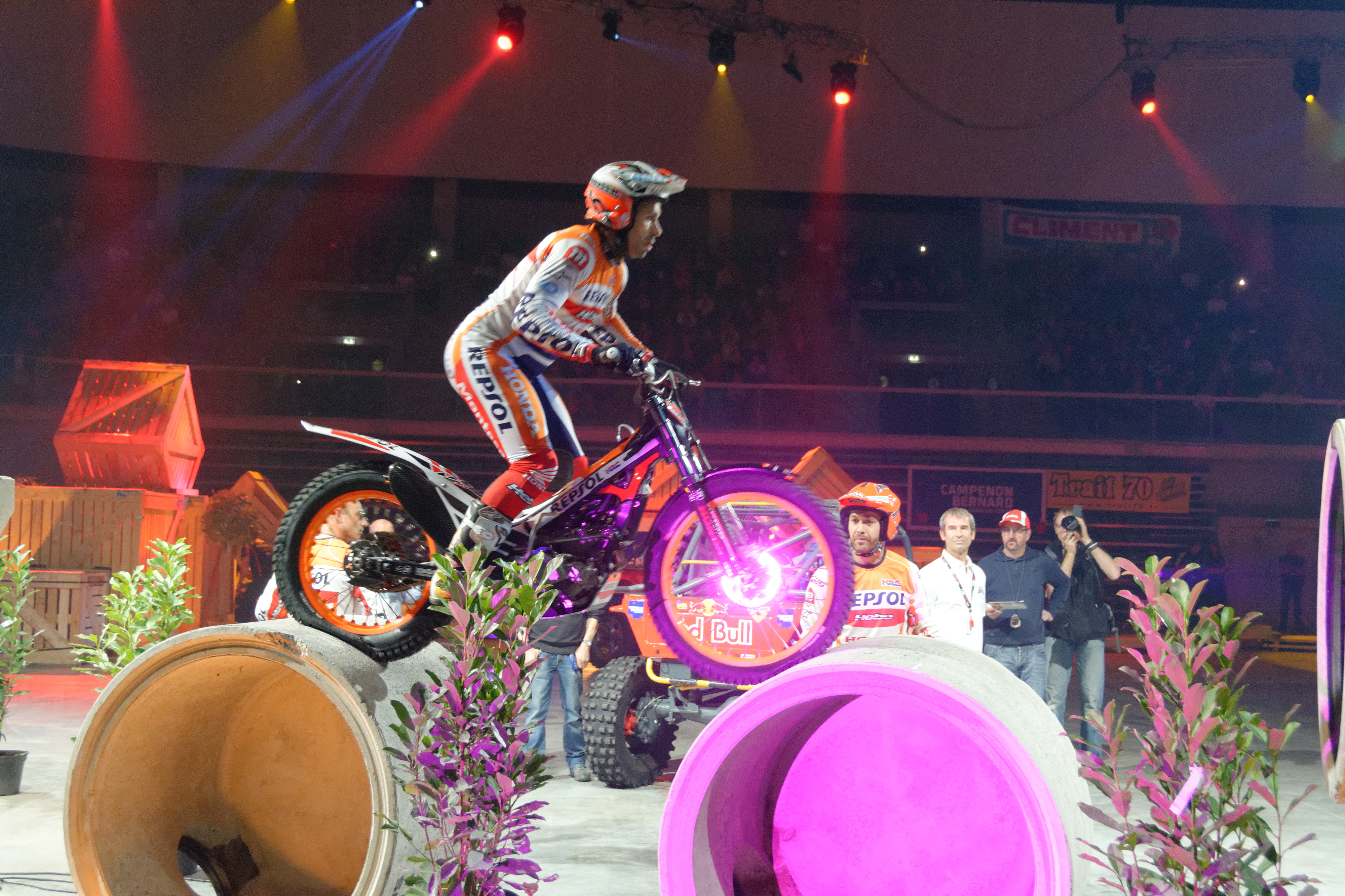
Elfvoudig wereldkampioen Toni Bou

Het FIM Wereldkampioenschap X-trial 2017 werd tussen 5 februari en 31 maart van dat jaar gereden.
De rijders kwamen in 4 wedstrijden uit, waarvan 2 in Frankrijk, 1 in Spanje en 1 in Oostenrijk. De Spanjaard Toni Bou (HRC Montesa) won alle vier wedstrijden en prolongeerde daarmee zijn titel. Zijn landgenoot Adam Raga bezette viermaal de tweede plaats, en de derde podiumplek werd afwisselend bezet door Jeroni Fajardo en Albert Cabestany, beiden ook uit Spanje. Daarmee werden alle podiumplaatsen van alle wedstrijden door Spanjaarden ingenomen.

## Eindklassement
| Nr. | Naam                        | Barcelona | Wenen | Marseille | Nice | Totaal |
| --- | --------------------------- | --------- | ----- | --------- | ---- | ------ |
| 1   | Toni Bou (Montesa)          | 20        | 20    | 20        | 20   | 80     |
| 2   | Adam Raga (TRRS)            | 15        | 15    | 15        | 15   | 60     |
| 3   | Jeroni Fajardo (Vertigo)    | 12        | 9     | 4         | 12   | 37     |
| 4   | Albert Cabestany (Sherco)   | 9         | 12    | 12        | 2    | 35     |
| 5   | Takahisa Fujinami (Montesa) | 4         | 4     | 6         | 6    | 20     |
| 6   | James Dabill (GasGas)       | 2         | 6     | 2         | 9    | 19     |
| 7   | Jaime Busto (Montesa)       | 6         | -     | 9         | -    | 15     |
| 8   | Franz Kadlec (GasGas)       | 1         | 2     | 1         | 1    | 5      |
| 9   | Alexandre Ferrer (Sherco)   | -         | -     | -         | 4    | 4      |
| 10  | Loris Gubian (Beta)         | -         | 1     | -         | -    | 1      |